# Brostugan, Kärsön

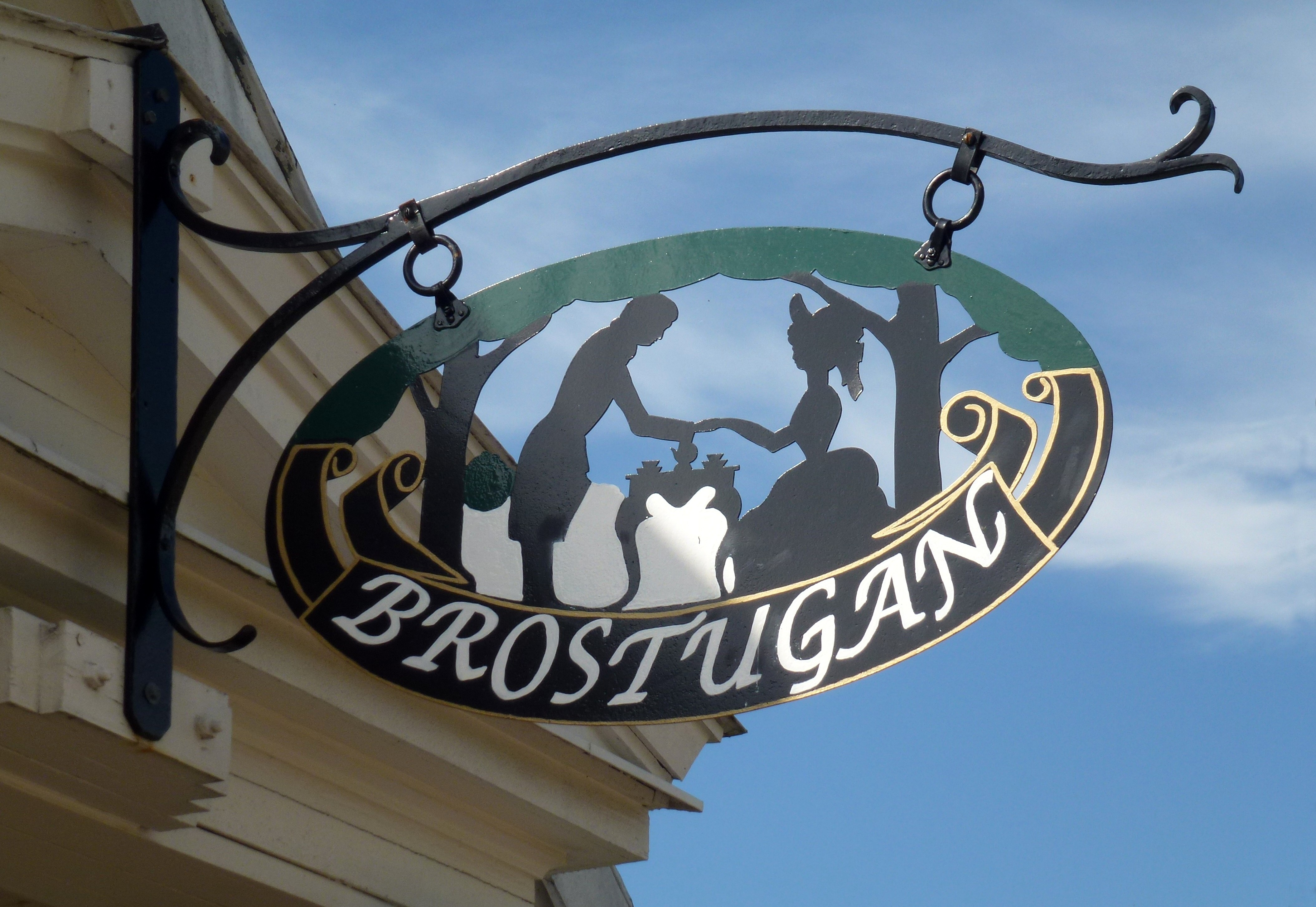
Brostugans skylt

Brostugan är en byggnad, med anor från 1700-talet, som ligger på Kärsön intill södra sidan av Nockebybron inom Ekerö kommun.

## Historik

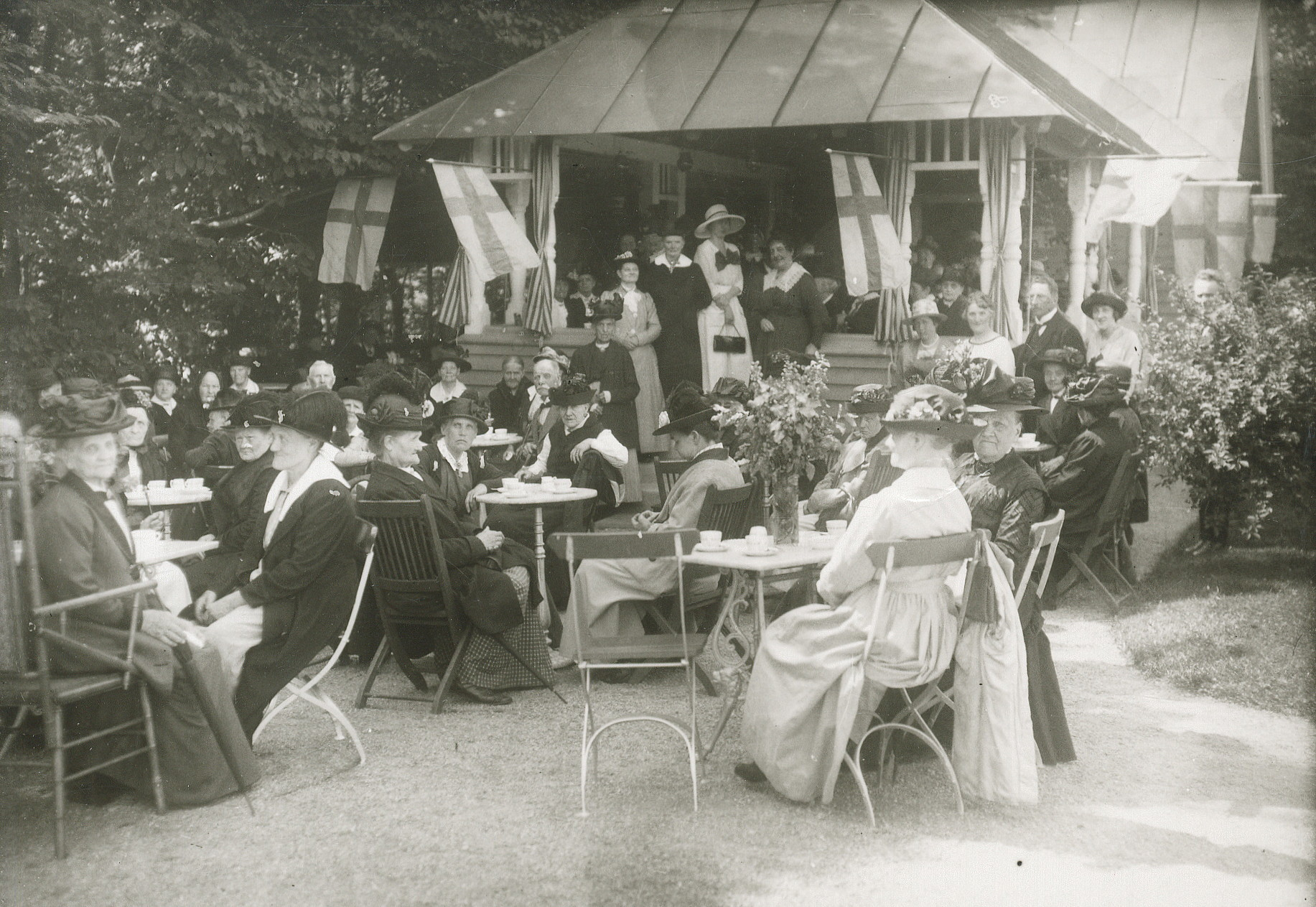
Brostugans terrass 1912.

Brostugan byggdes ursprungligen på 1780-talet och blev bostad för brovakten när Gustav III lät uppföra den första bron mellan Kärsön och Drottningholms slott år 1787. 
Brostugan tjänstgjorde på sin gamla plats fram till 1931 som bostad åt brovakten, vars uppgift var att öppna bron och ta upp broavgiften av de passerande. Den övre våningen uthyrdes till sommargäster och en av de berömda hyresgästerna var Hjalmar Söderberg. Han tillbringade där sommaren 1876 som sjuåring, vilket han berättar om i sin självbiografiska bok Martin Bircks ungdom. Söderbergsällskapet lät den 8 september 2013 sätta upp en plakett, som erinrar om att familjen Söderberg även sommaren 1888 bodde i Brostugan.
År 1932 renoverades Brostugan efter ritningar av arkitekt Ivar Tengbom och samma år öppnades en servering med konditori, som då var utomhus sommartid. Tre generationer i samma familj har arrenderat serveringen fram till 1990, då en ny arrendator tillträdde.

## Byggnaden
Huset har en putsad sockel av gråsten. Källaren är endast en liten krypgrund. Huset är av timmer som putsats och avfärgats i blekgul kulör. Knutarna och fönsteromfattningarna är markerade med vitt. Taket är ett valmat sadeltak belagt med tegel.
Verandapelarna har visat sig vara identiska med de pelare som en gång fanns i Rikssalen på Stockholms slott, dessa transporterades tillsammans med mycket annat inredningsmaterial ut till Drottningholm 1788. I samband med byggandet av nuvarande Nockebybron i början på 1970-talet flyttades hela huset ett stycke åt sydöst.

## Del av världsarvet
Drottningholms slott med omgivande miljö är sedan 1991 ett av Sveriges världsarv, vilket innebär att även Brostugan är internationellt klassad som mycket värdefull från kulturhistorisk synpunkt. 

## Bilder

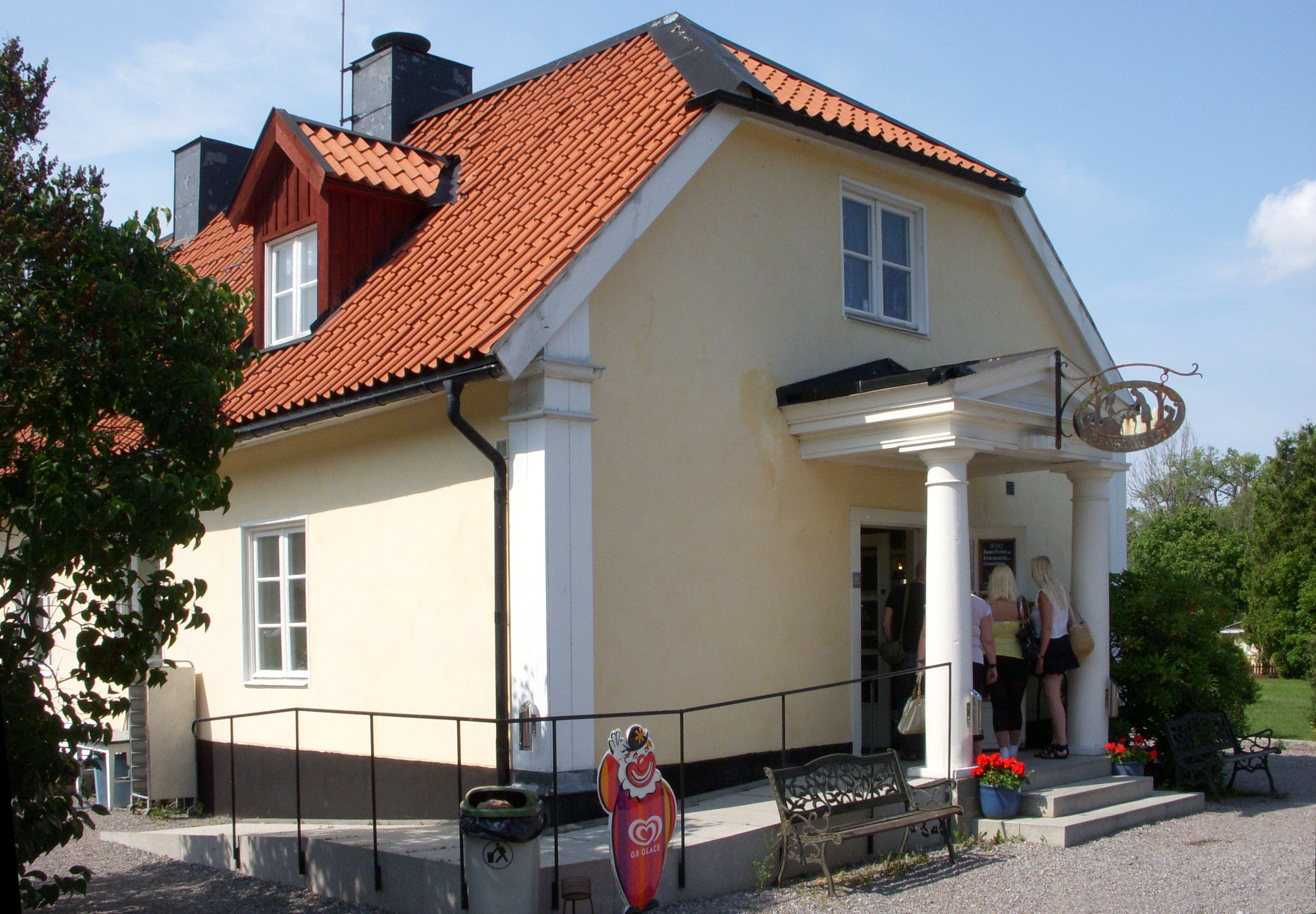
Entrésidan
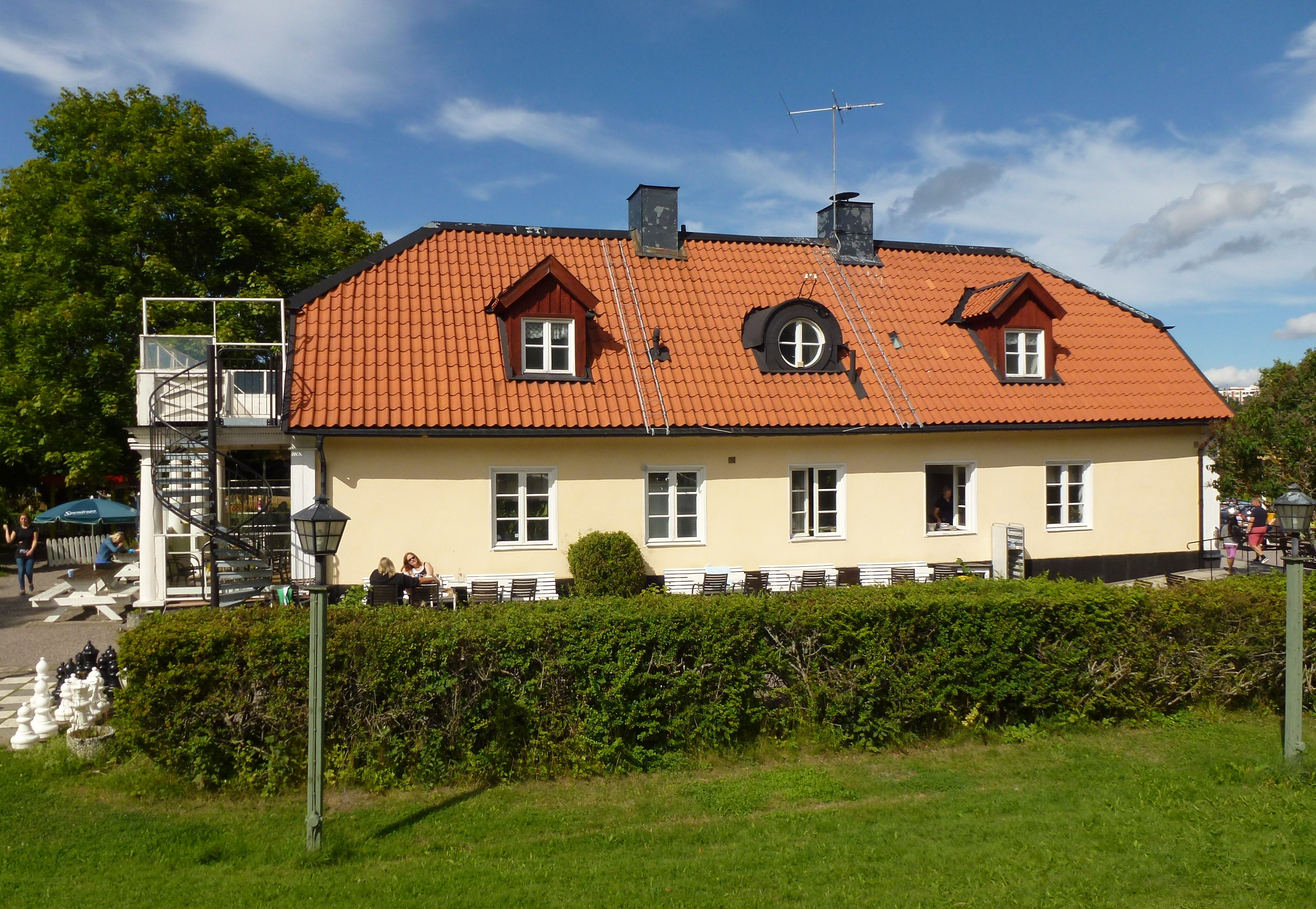
Fasad mot syd
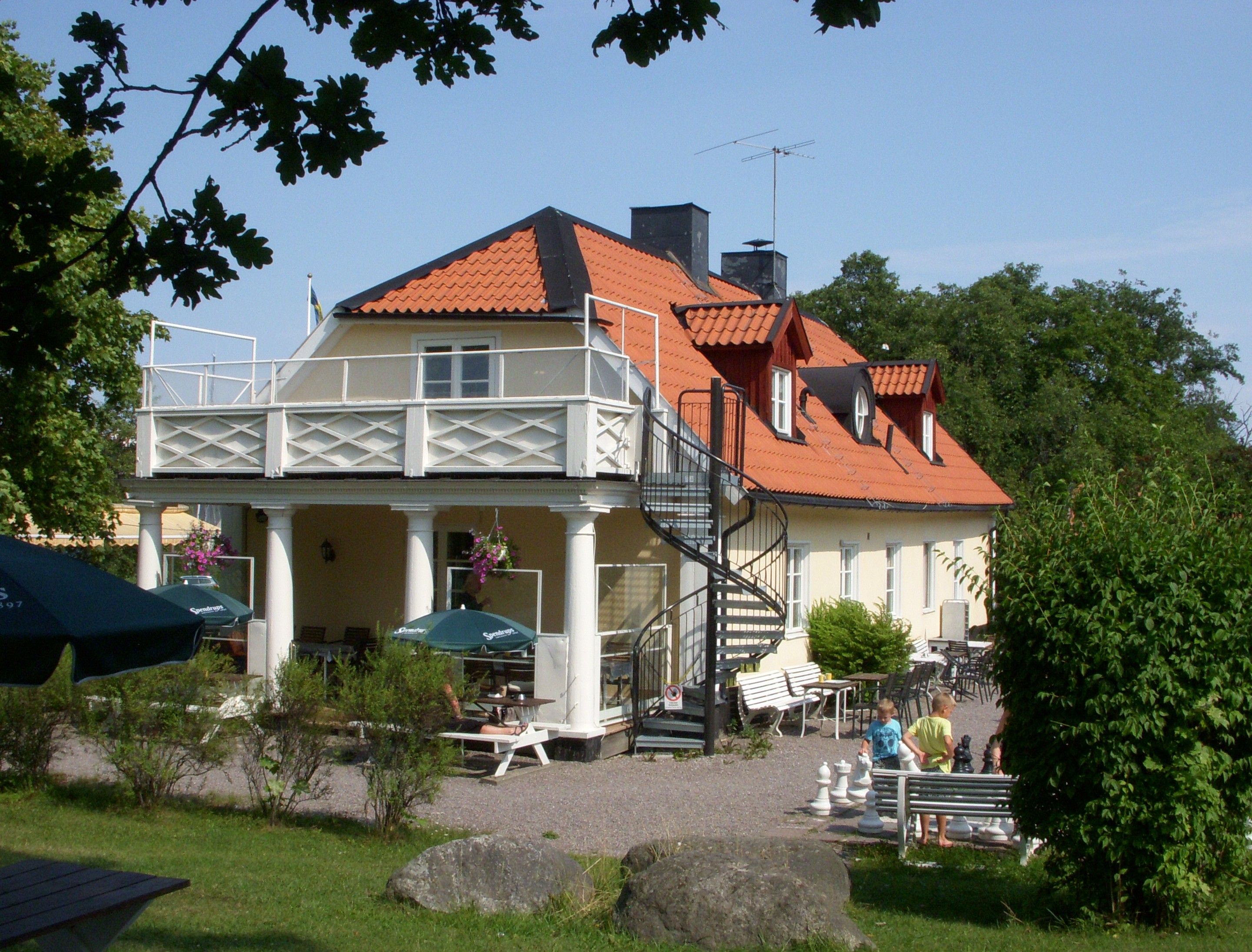
Verandan
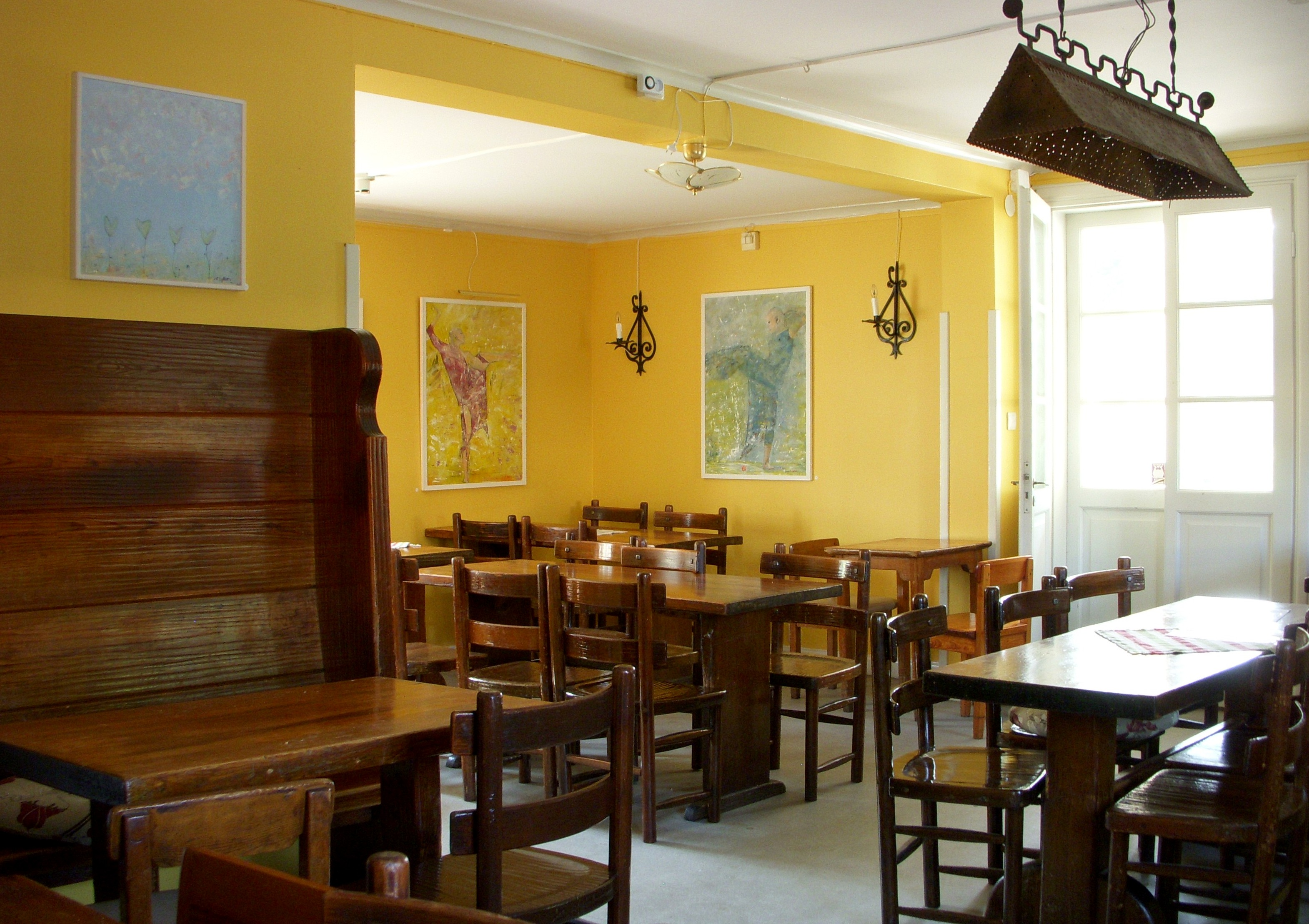
Interiör